# La Regenta (telefilme)
La Regenta es una miniserie televisiva, adaptación de la novela homónima de Leopoldo Alas "Clarín", escrita y dirigida por Fernando Méndez-Leite y emitida por Televisión Española en 1995. El 30 de marzo de 2009 la serie fue reestrenada en la página web de Radio Televisión Española, donde se pueden ver íntegros todos los capítulos y de forma permanente.

## Argumento y estructura

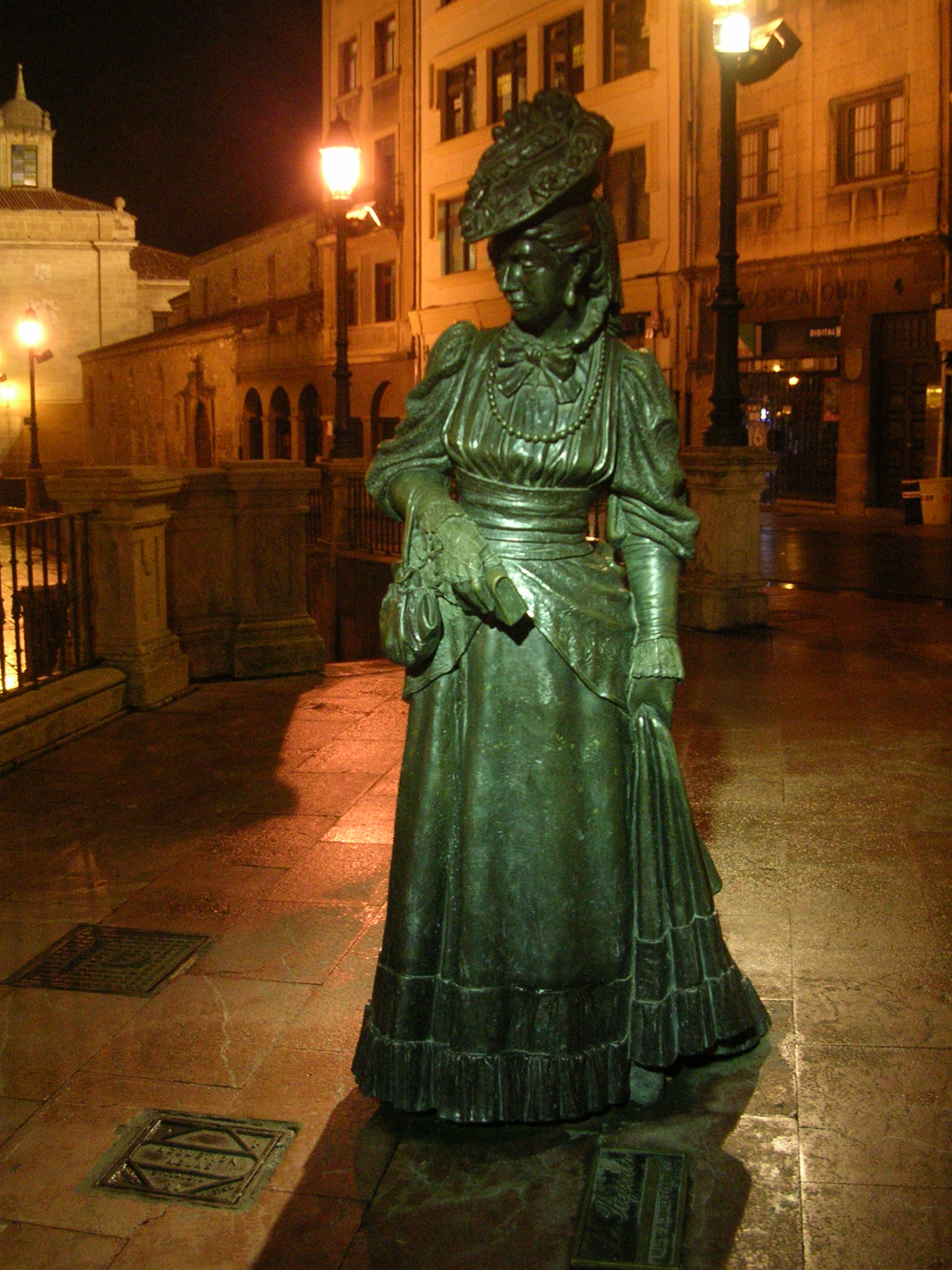
Escultura dedicada a «La Regenta» en la Plaza de la Catedral de Oviedo.

Ambientada en la imaginaria ciudad norteña de Vetusta y fiel reflejo de la España del siglo XIX, cuenta la historia de Ana Ozores, una hermosa mujer aburrida de su matrimonio burgués con el ex regente, mucho mayor que ella, y que se debate entre el amor espiritual y místico que siente por su confesor, el magistral Fermín de Pas, y la pasión carnal que le provoca el cacique y donjuán Álvaro Mesía.
Se compone de tres episodios que reproducen fielmente la novela, con una duración total de 302 minutos. El primero, que también corresponde a la primera parte de la obra literaria, abarca hasta el capítulo XV, el cual concluye con el escándalo nocturno de Santos Barinaga. El segundo capítulo se extiende del capítulo XVI al XXIII, cuando la protagonista sale en procesión vestida de nazareno. El tercer y último episodio continúa la historia desde el capítulo XXIV hasta el XXX, el último de la novela, en el que tiene lugar el trágico desenlace.

## Ficha artística
| Personaje               | Intérprete           |
| ----------------------- | -------------------- |
| Ana Ozores              | Aitana Sánchez-Gijón |
| Fermín de Pas           | Carmelo Gómez        |
| Álvaro Mesía            | Juan Luis Galiardo   |
| Doña Paula              | Amparo Rivelles      |
| Víctor Quintanar        | Héctor Alterio       |
| Petra                   | Cristina Marcos      |
| Visitación              | Fiorella Faltoyano   |
| Tomás Crespo "Frígilis" | Miguel Rellán        |
| Petronila Rianzares     | María Luisa Ponte    |
| Santos Barinaga         | Manuel Alexandre     |

## Ficha técnica
| Guion y dirección   | Fernando Méndez-Leite |
| Música              | Bingen Mendizábal     |
| Fotografía          | Rafael Casenave       |
| Montaje             | Nieves Martín         |
| Dirección artística | Gil Parrondo          |
| Vestuario           | Javier Artiñano       |
| Maquillaje          | Paca Almenara         |
| Sonido              | Manuel Rubio          |

## Curiosidades
- Según declaraciones del propio director, tenía en mente a Aitana Sánchez-Gijón para el papel protagonista varios años antes de iniciarse el proyecto.
- Rodada en Oviedo y Madrid.
- Con un presupuesto inicial de 500 millones de pesetas (3.000.000 €), el rodaje se llevó a cabo en 84 días, en los que se utilizaron 1500 extras.
- Su formato original -y como se ha distribuido comercialmente- se emitió en tres episodios entre el 17 y el 19 de enero de 1995: el primero ocupaba la primera parte de la novela (capítulos I-XV), el segundo ocupaba hasta la procesión de Viernes Santo, y el tercero el resto hasta el final. Posteriores reposiciones se han reagrupado en dos episodios, cada uno de ellos con aproximadamente la mitad de las cinco horas de metraje. En la reposición emitida el 30 de julio y el 6 de agosto de 1999 se incluyó un rótulo en el inicio del segundo capítulo originario que indicaba "2 años después", cuando en la novela cabe suponer que es casi un mes (del 4 de octubre al posterior 1 de noviembre), error debido probablemente a confundirlo con el tiempo interno que transcurre en la trama.
- María Luisa Ponte ya había interpretado el papel de Petronila Rianzares en la versión cinematográfica de 1974 dirigida por Gonzalo Suárez.

## Premios
- Fotogramas de plata a la mejor actriz de TV (Aitana Sánchez Gijón)
- Fotogramas de plata al mejor actor de TV (Carmelo Gómez)
- Premio de la Unión de Actores al mejor protagonista de TV (Aitana Sánchez Gijón)
- Premio de la Unión de Actores a la mejor secundaria de TV (Cristina Marcos)